# Осино
Осино (яп. 忍野村 Осино-мура) — село в Японии, находящееся в уезде Минамицуру префектуры Яманаси. Площадь села составляет 25,15 км², население — 8769 человек (1 августа 2014), плотность населения — 348,67 чел./км².

## Географическое положение
Село расположено на острове Хонсю в префектуре Яманаси региона Тюбу. С ним граничат города Фудзиёсида, Цуру и село Яманакако.

## Население
Население села составляет 8769 человек (1 августа 2014), а плотность — 348,67 чел./км². Изменение численности населения с 1980 по 2005 годы:
| 1980 | 6077 чел. |  |
| 1985 | 6942 чел. |  |
| 1990 | 7968 чел. |  |
| 1995 | 8370 чел. |  |
| 2000 | 8367 чел. |  |
| 2005 | 8490 чел. |  |

## Символика
Деревом села считается тис остроконечный, цветком — Pachysandra terminalis , птицей — деревенская ласточка.